# سهاجون
سَهاجون هي مدينة وبلدية إسبانيا وهي جزء من المجتمع المتمتع بالحكم الذاتي في قشتالة وليون ومقاطعة ليون. إنه المكان المأهول بالسكان في الجزء الليوني من منطقة أرض كَمبُوس الطبيعية.
يحتوي سَهاجون على بعض من أقدم الأمثلة للعمارة المدجنة. تقع على طريق شنت ياقب وتعتبر غالبًا نقطة منتصف الطريق بين شنت جوان وشنت ياقب. كانت معركة سَهاجون انتصارًا ملحوظًا لسلاح الفرسان الخفيف البريطاني لخصومهم الفرنسيين الأكثر عددًا في عام 1808.

## معرِض الصور

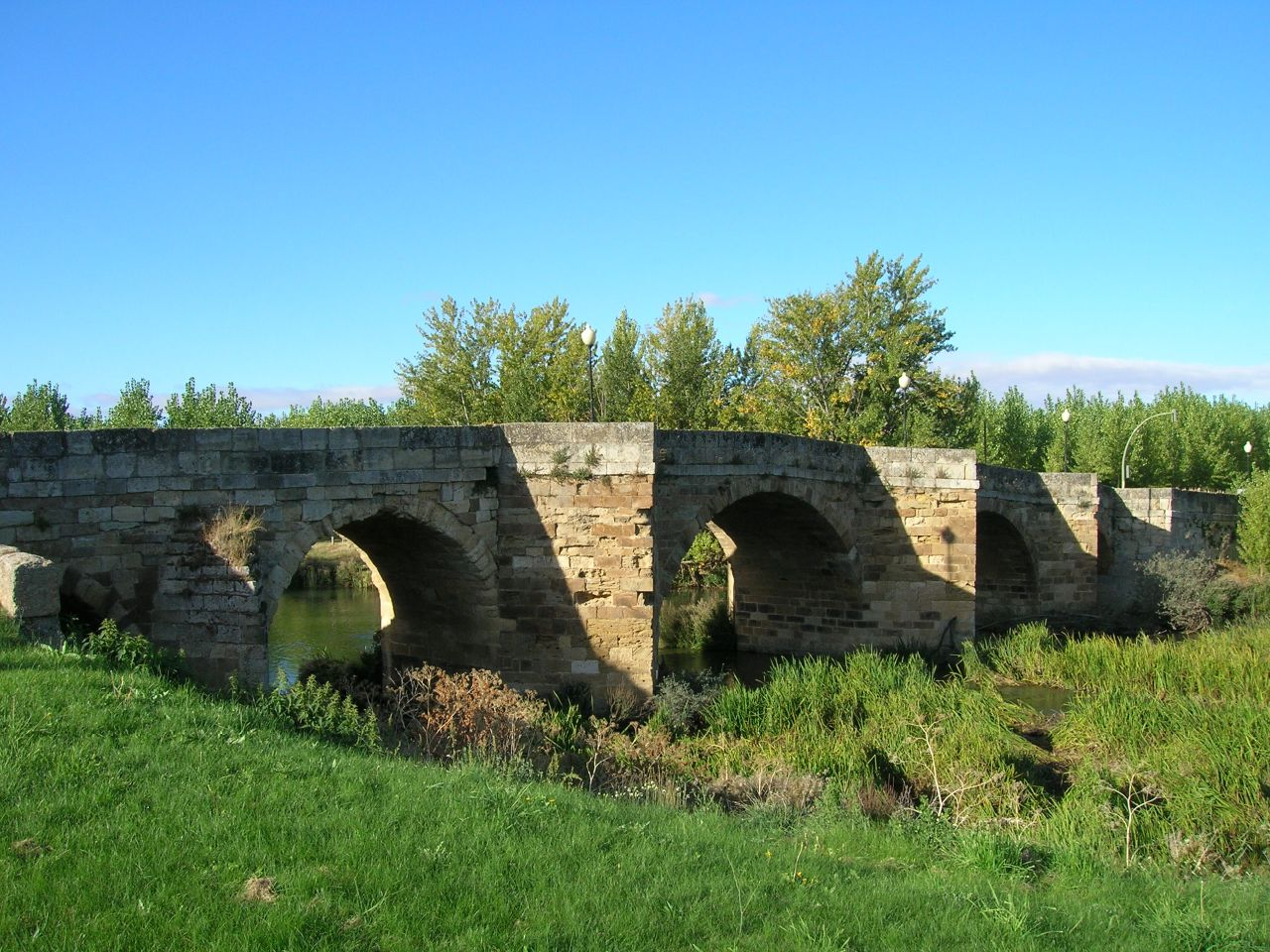
جسر رومي
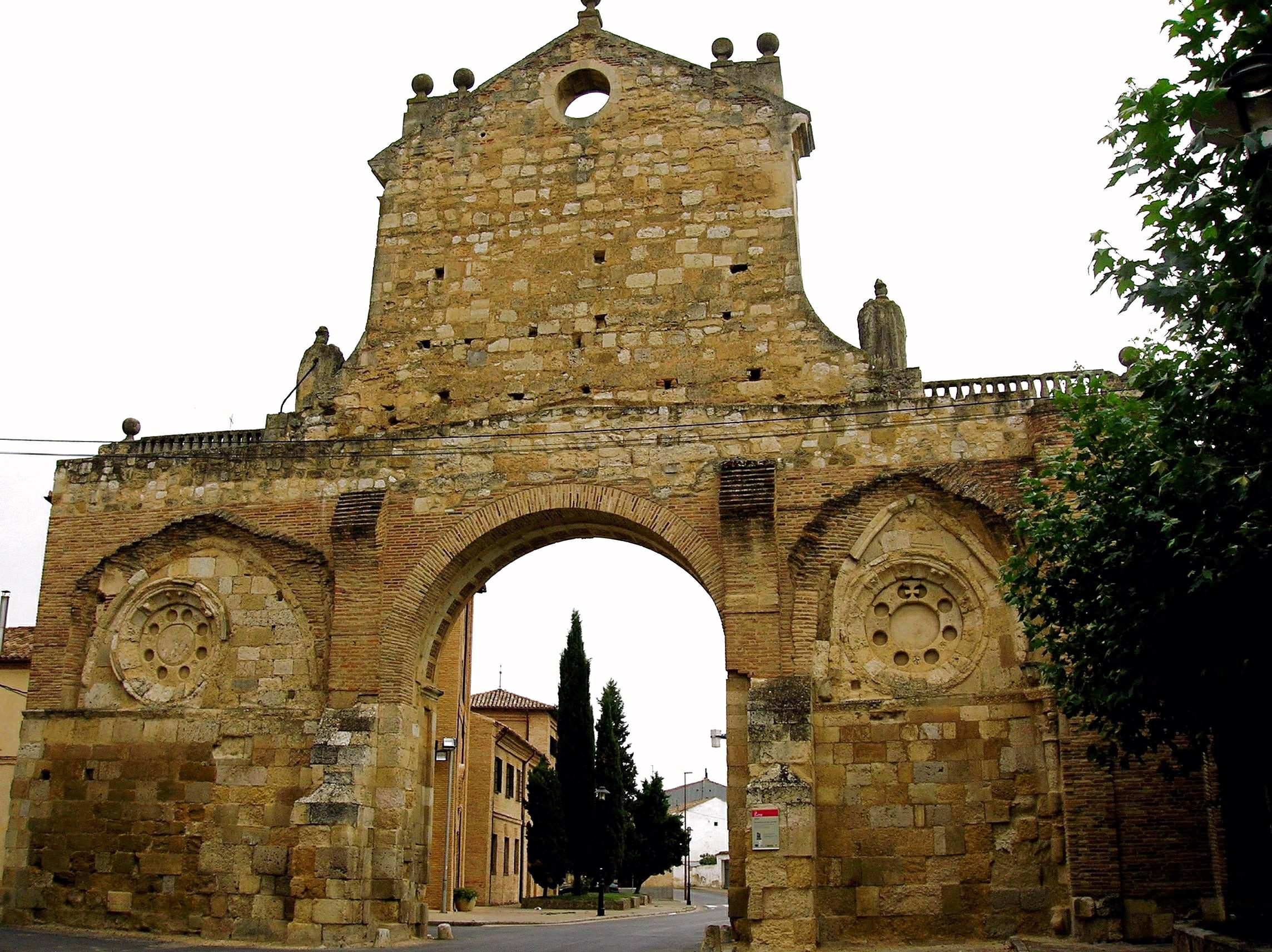
قوس صنت بنيتو
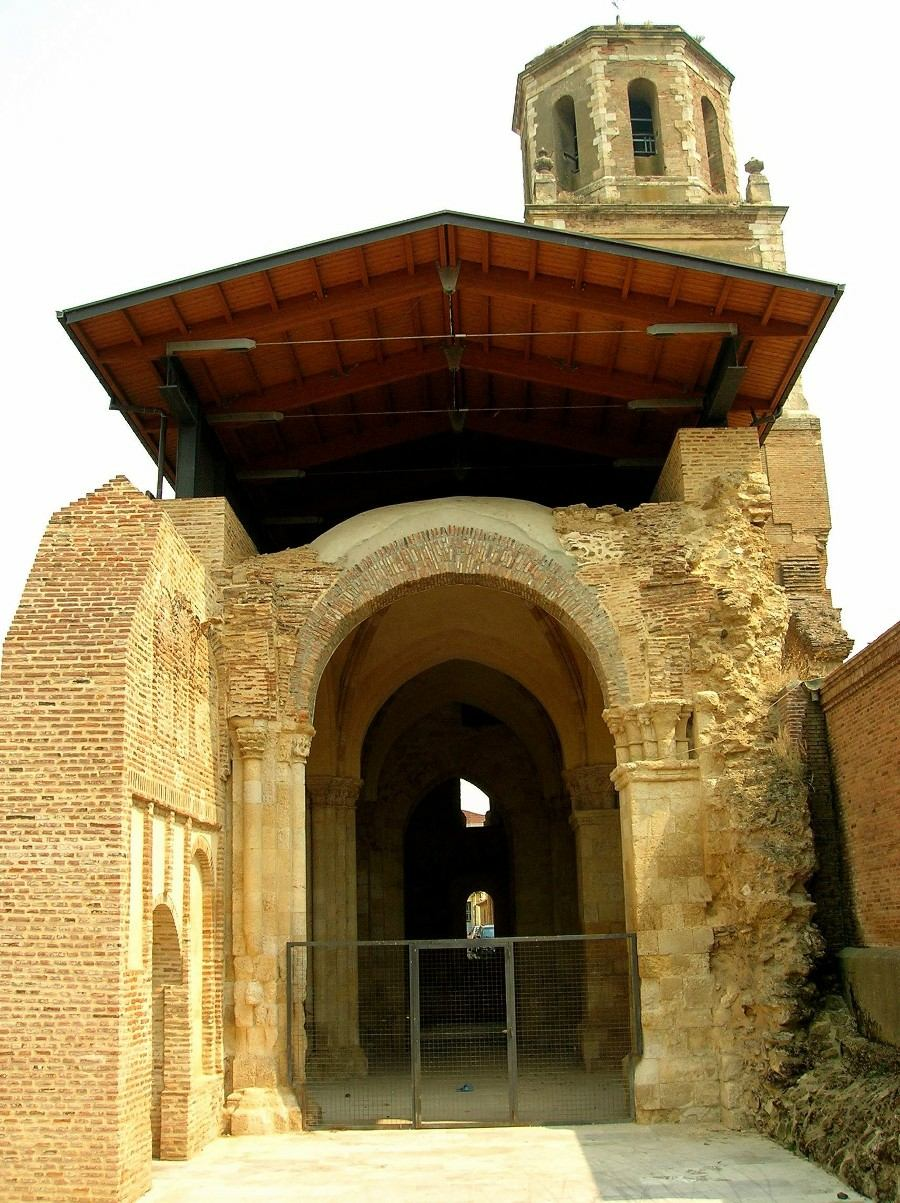
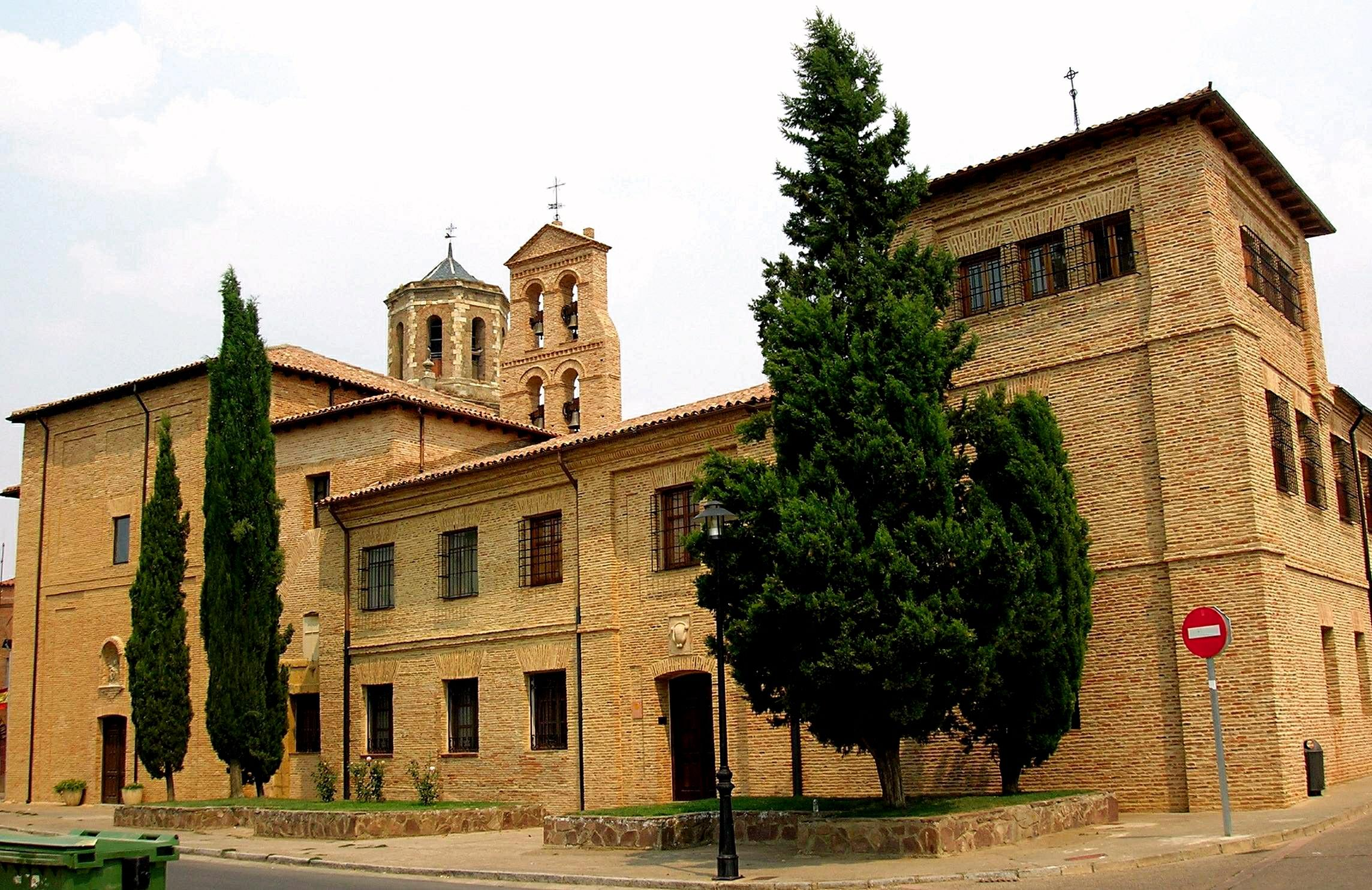
دير شنت قروش
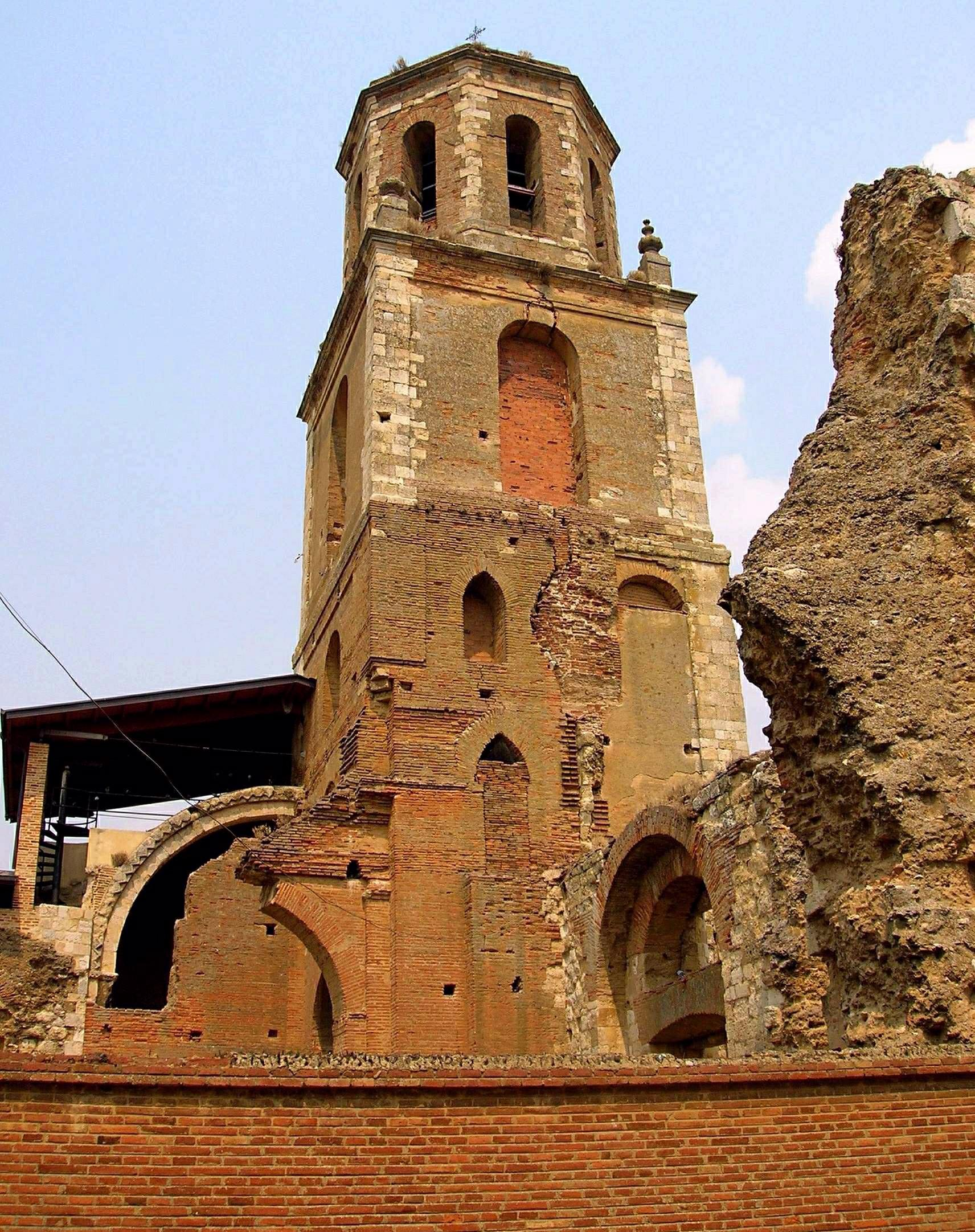
بوابة رِلوج
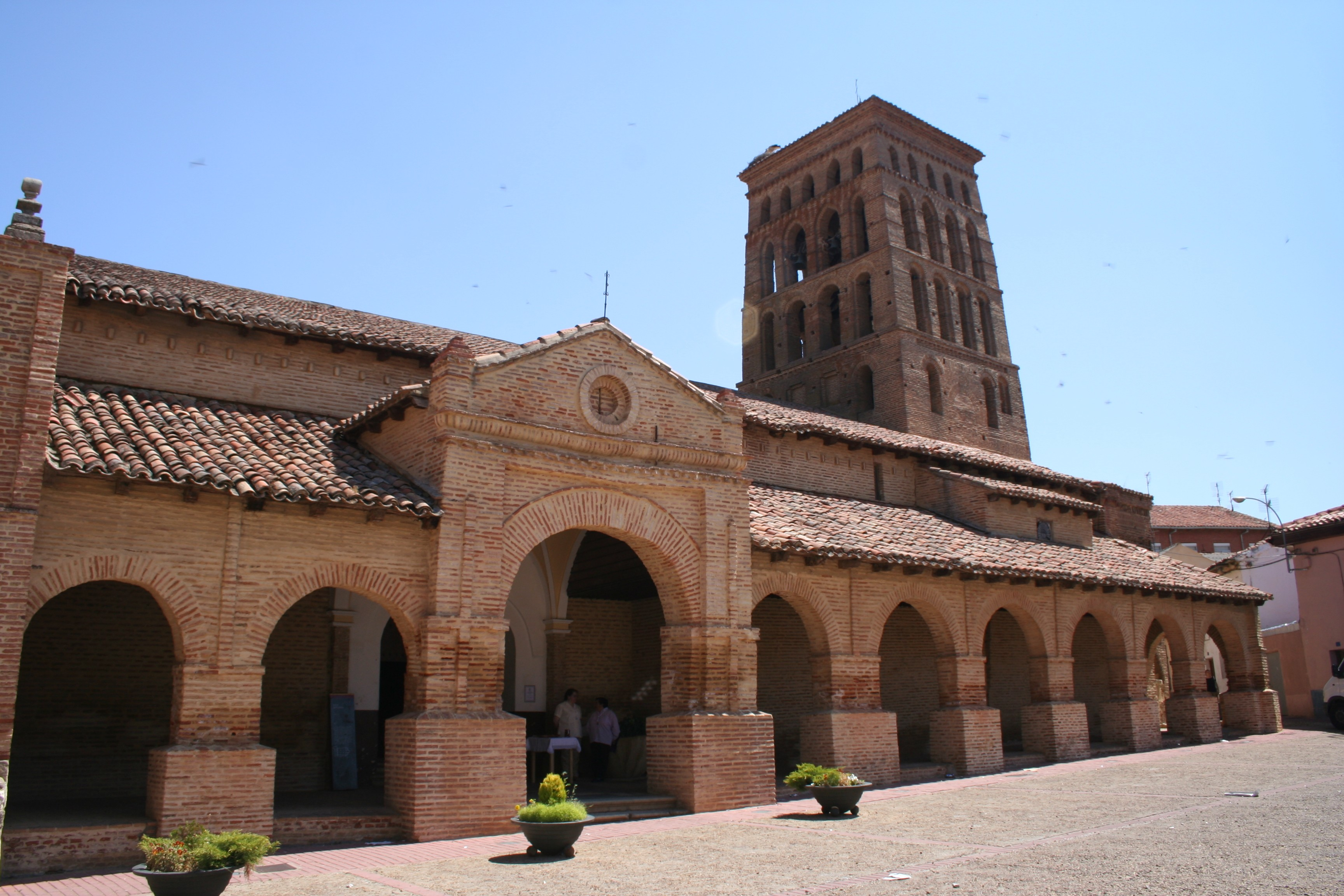
كنيسة القديس رونز
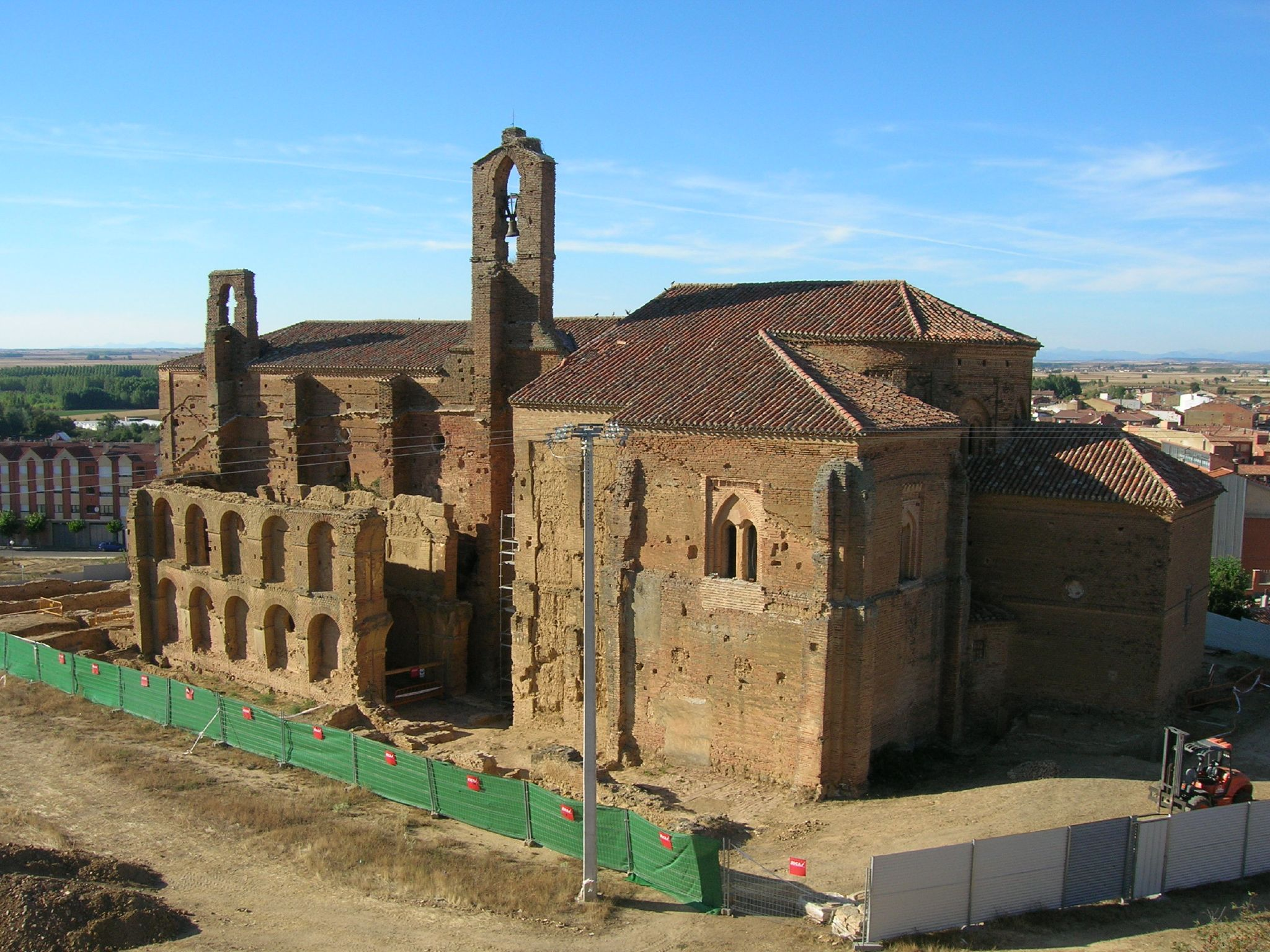
كنسية برغرينة العذراء
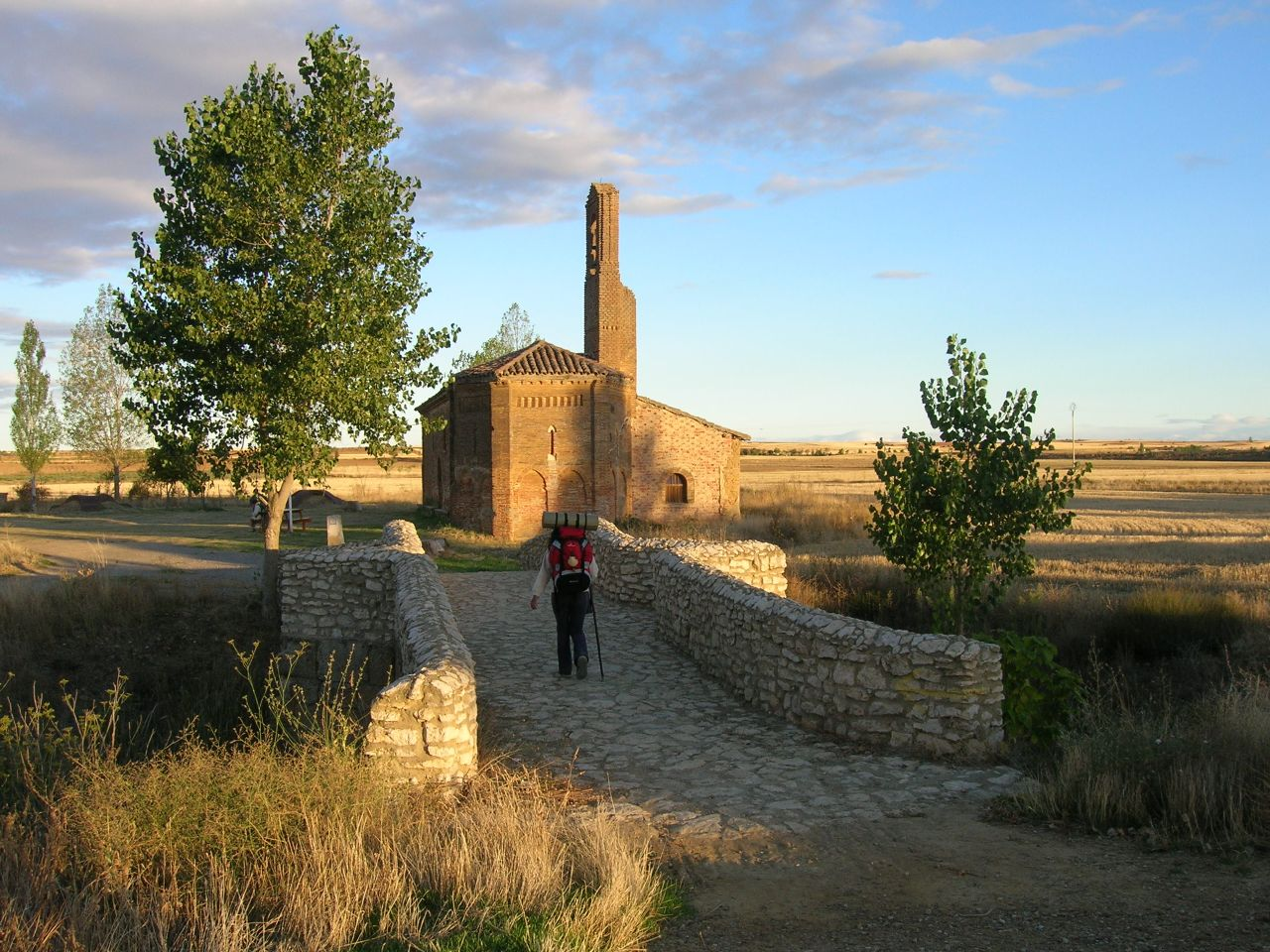
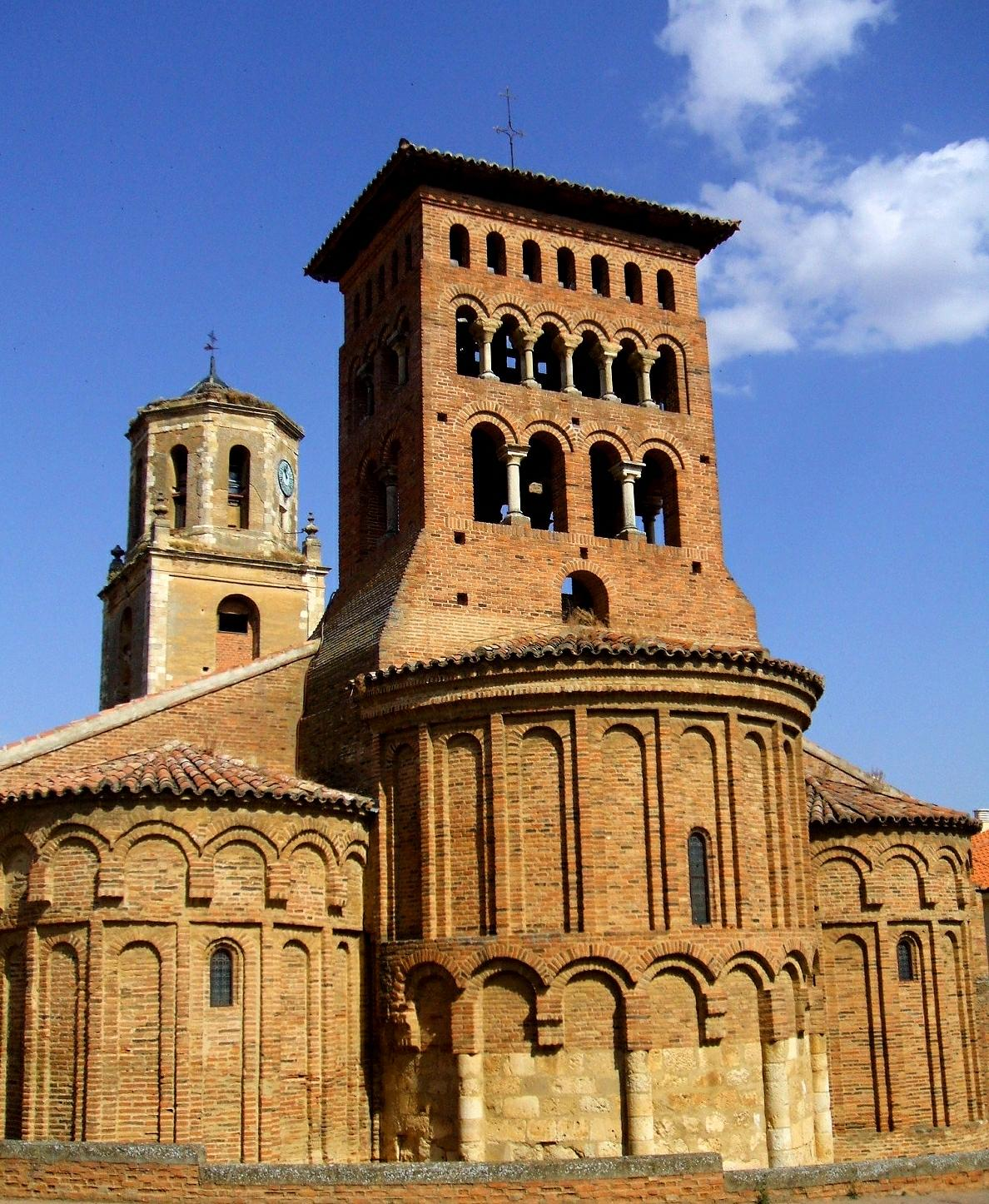
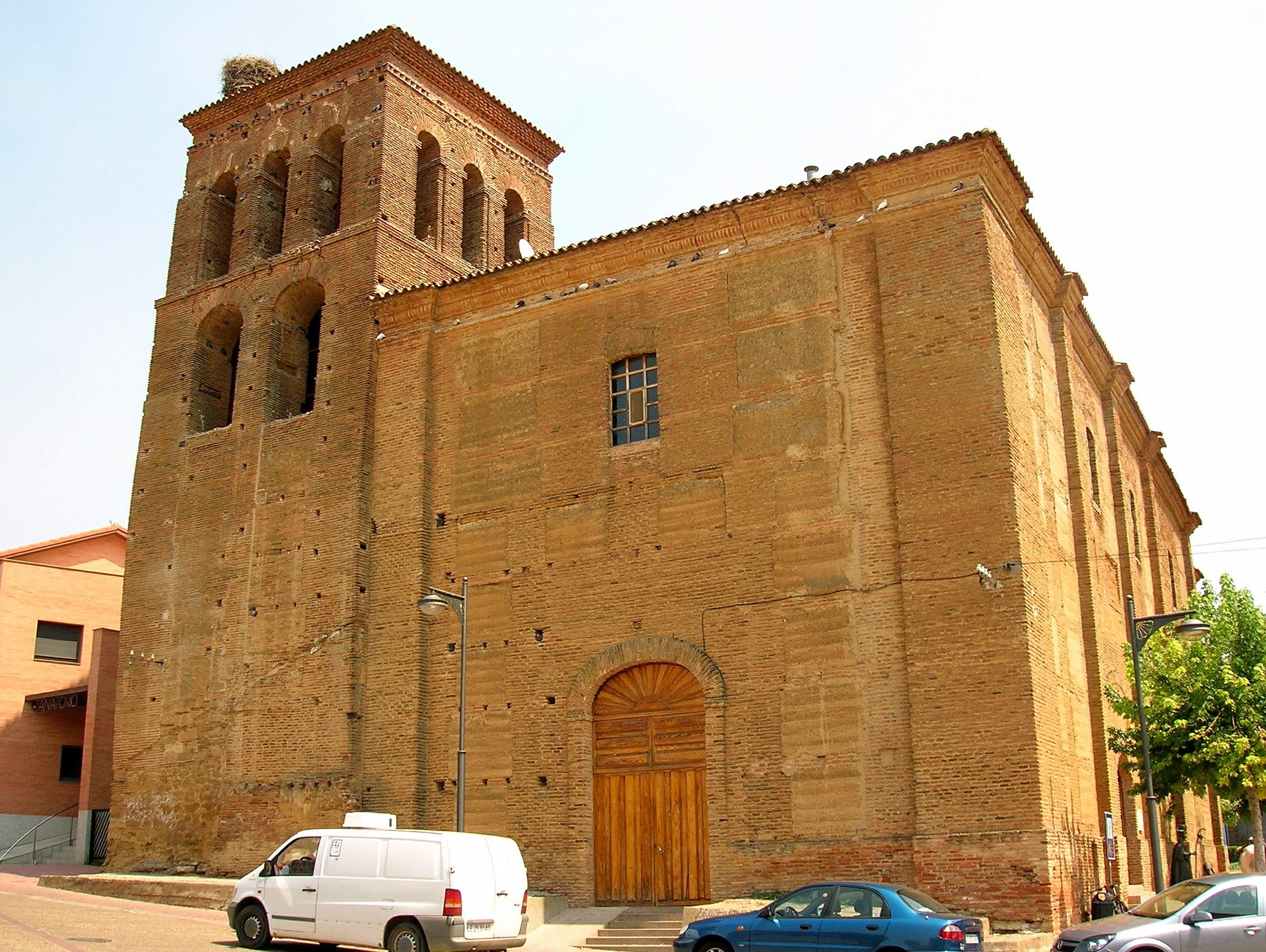
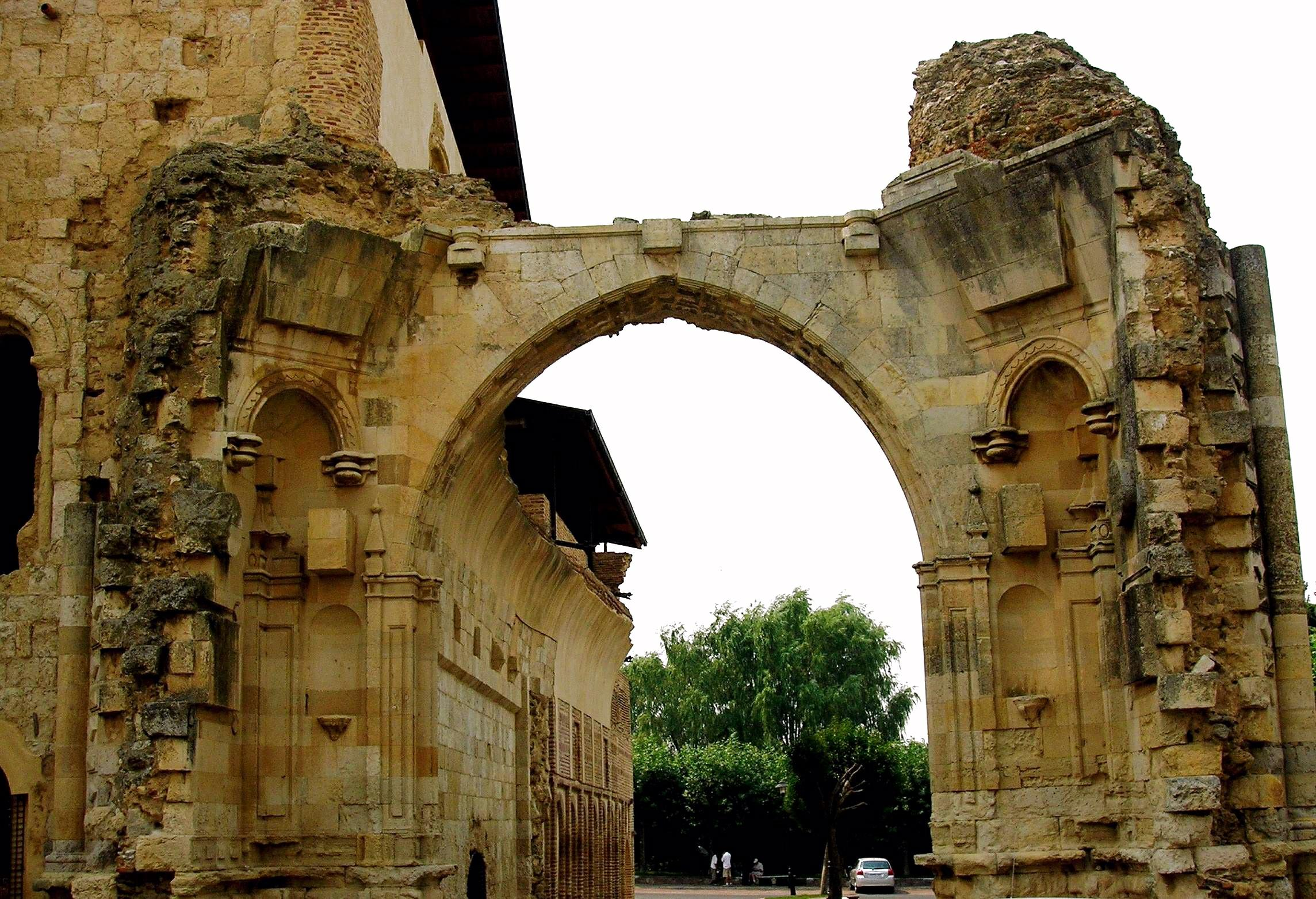
دير صنت بِنتو
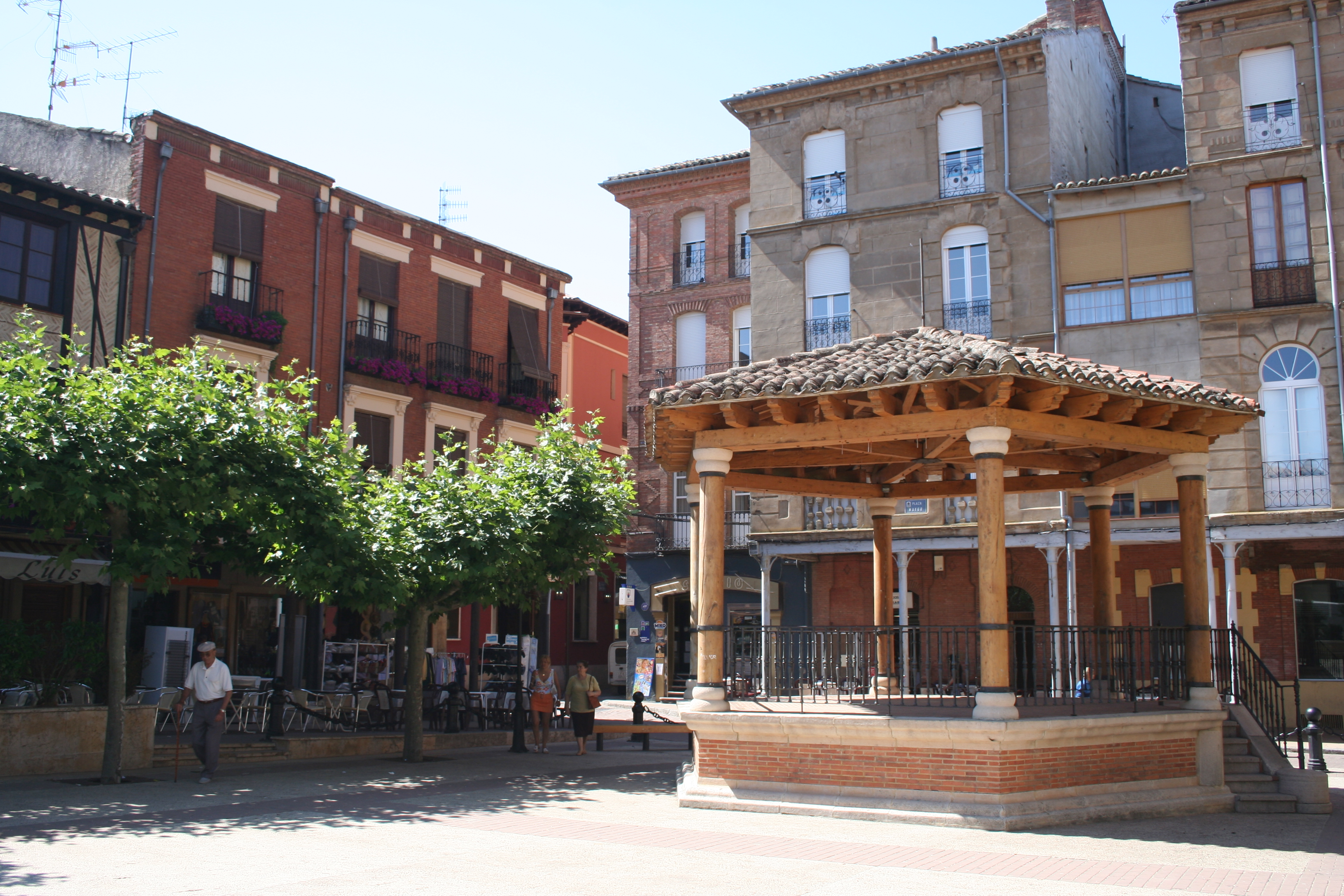